# 34746 Thoon
34746 Thoon este o planetă minoră (asteroid), cu un diametru de 61,684 km, din Asteroid troian al lui Jupiter. A fost descoperită pe 22 august 2001 la Experimental Test Site⁠(d) de Lincoln Near-Earth Asteroid Research. 
Obiectul prezintă o orbită caracterizată de o semiaxă mare de 5,1647044 UAi, o excentricitate de 0,0377, o înclinație de 27,42285 ° în raport cu ecliptica.